# Хиралност (физика)
Хиралност у физици или математици је особина система који нису једнаки са својим ликом у огледалу. Трансформација симетрије која повезује ова два система је парност. Пример хиралног система су леви и десни длан.
Формалније, хиралност је особина датог система која одређује да ли се тај систем трансформише по десној или левој репрезентацији Поенкареове групе. Хиралност је преко репрезентације Поенкаерове групе дефинисана само у релативистичкој физици када се честице крећу брзинама упоредивим са брзинама светлости. 
У хемији, хиралност је директно повезана са оптичком активношћу молекула и јона.

## Хелицитет
Код безмасених честица појмови хелицитета и хиралности се поклапају, зато што се код безмасених честица смер спина исти, без обзира где се налази посматрач. Код честица које имају масу, појмови хелицитета и хиралности се разликују и није могуће успоставити директну повезаност.